# مسئله گتیه
مسئله گِتیه (به انگلیسی: Gettier problem) (برگرفته از نام فیلسوف آمریکایی ادموند گتیه) از مسائل شناخت‌شناسی است.
مسئله گتیه از مواردی سخن می‌گوید که واجد تمامی شروط لازم برای مفهوم شناخت به نظر می‌آیند ولی ذات انسان نمی‌تواند بپذیرد که در این موارد به‌راستی شناخت حاصل شده‌است.
برای نمونه زمانی که کسی به ساعت نگاه می‌کند و عقربه ۱۲ را نشان می‌دهد آن شخص باور می‌کند که ساعت ۱۲ است. این شخص نمی‌داند که این ساعت از دو روز پیش خراب بوده‌است. ولی به‌طور کاملاً اتفاقی به هنگام نگریستن او به ساعت، وقت واقعی نیز ۱۲ است. آیا در این مورد می‌توان پذیرفت که این شخص به‌راستی از «۱۲ بودن ساعت» شناخت حاصل کرده‌است؟
همه رهیافت‌هایی که کوشیده‌اند شناخت را تحلیل کنند، اشکال گتیه را وارد دانسته‌اند.

## باور راستین توجیه‌پذیر
روشی به نام «باور راستین توجیه‌پذیر» از زمان کشف مسئله گتیه با چالش جدی روبه‌رو شده‌است.
تحلیل به روش «باور راستین توجیه‌پذیر» پاسخی است به این پرسش که دانش چیست. چه موقع می‌توان گفت که شخص چیزی را می‌داند.
این تحلیل می‌گوید برای شناخت یک پدیده این مراحل لازمند:
الف «می‌داند» که گزاره ب درست است اگر و تنها اگر:
1. ب درست باشد
2. الف باور می‌کند که ب درست است
3. الف توجیه موجهی دارد که باور کند ب درست است.

افلاطون سده‌ها پیش این سه شرط را به عنوان سه شرط لازم و کافی برای شناخت مطرح کرد و سالیان بسیار فیلسوفان این سه شرط را برای شناخت، لازم و کافی می‌دانستند.
ادموند گتیه در مقاله‌ای نشان داد که این سه شرط برای شناخت الزامی‌اند ولی کافی نیستند.